# Croton californicus
Espèce
Classification APG III (2009)
Croton californicus est une espèce de plantes à fleurs du genre Croton et de la famille des Euphorbiaceae, présente du sud ouest des États-Unis d'Amérique et au nord du Mexique.

## Synonymes
- Oxydectes californica (Müll.Arg.) Kuntze
- Croton tenuis S.Watson
- Croton californicus var. major S.Watson
- Croton longipes M.E.Jones
- Croton californicus var. longipes (M.E.Jones) A.M.Ferguson
- Croton californicus var. mohavensis A.M.Ferguson
- Croton californicus var. tenuis (S.Watson) A.M.Ferguson
- Croton mohavensis (A.M.Ferguson) Tidestr.